# 나카구스쿠촌
나카구스쿠촌(일본어: 中城村)은 일본 오키나와현 나카가미군의 촌이다. 일본에서 3번째로 인구가 많은 촌이다.

## 지리
오키나와섬 중부의 동해안에 위치하고 나카구스쿠만과 접한다. 국도 329호선 동쪽은 해발 10m 이하의 충적저지이다.

### 인접한 자치체
- 기노완시
- 니시하라정
- 기타나카구스쿠촌

## 역사
- 1908년 4월 1일 - 나카구스쿠촌이 탄생하였다.
- 1946년 5월 20일 - 촌의 일부가 기타나카구스쿠촌으로 분리되었다.

## 교통

### 도로
- 오키나와 자동차도
- 국도 329호선